# Lena Möllers
Lena Möllers est une joueuse allemande de volley-ball née le 6 janvier 1990 à Bocholt. Elle mesure 1,88 m et joue au poste de passeuse. Elle totalise 79 sélections en équipe d'Allemagne.

## Clubs
| Club                  | De        | À         |
| --------------------- | --------- | --------- |
| TuB Bocholt           |           | 2004-2005 |
| VCO Berlin            | 2005-2006 | 2008-2009 |
| Rote Raben Vilsbiburg | 2009-2010 | 2012-2013 |
| AGIL Volley           | 2013-2014 | 2013-2014 |
| Neruda Volley         | 2014-2015 | 2014-2015 |
| Béziers Volley        | 2015-2016 | 2016-2017 |
| CS Volei Alba-Blaj    | 2017-2018 | 2017-2018 |
| Dresdner SC           | 2018-2019 | 2018-2019 |
| Rote Raben Vilsbiburg | 2019-2020 | …         |

## Palmarès

### Équipe nationale
- Championnat d'Europe des moins de 18 ans
  - Vainqueur : 2007.
- Championnat du monde des moins de 20 ans
  - Vainqueur : 2009.
- Ligue européenne
  - Finaliste : 2014.

### Clubs
- Championnat d'Allemagne
  - Vainqueur : 2010.
- Coupe d'Italie A2
  - Vainqueur : 2015.
- Championnat de Roumanie
  - Finaliste : 2018.
- Coupe de Roumanie
  - Finaliste : 2018.
- Ligue des champions
  - Finaliste: 2018.
- Supercoupe d'Allemagne
  - Finaliste : 2018.

### Distinctions individuelles
- Championnat du monde de volley-ball féminin des moins de 20 ans 2009: Meilleure passeuse.